# Imigração italiana no México
A imigração italiana no México são os descendentes de uma enorme comunidade de imigrantes chegados ao México entre 1840 á actualidade.
O México é o único país da América Hispânica onde se fala uma língua italiana, a chama-se Chipilenho é uma variante véneta irmanada com o Talian do Brasil. Em Chipilo pessoas retêm o Idioma Véneto como língua de uso comum desde 1902 e faz parte do património cultural do México. Esta linguagem é objeto de estudo de muitos linguistas que estão surpresos com a riqueza linguística do México em relação a outras línguas que não sejam línguas espanhola ou indígenas.

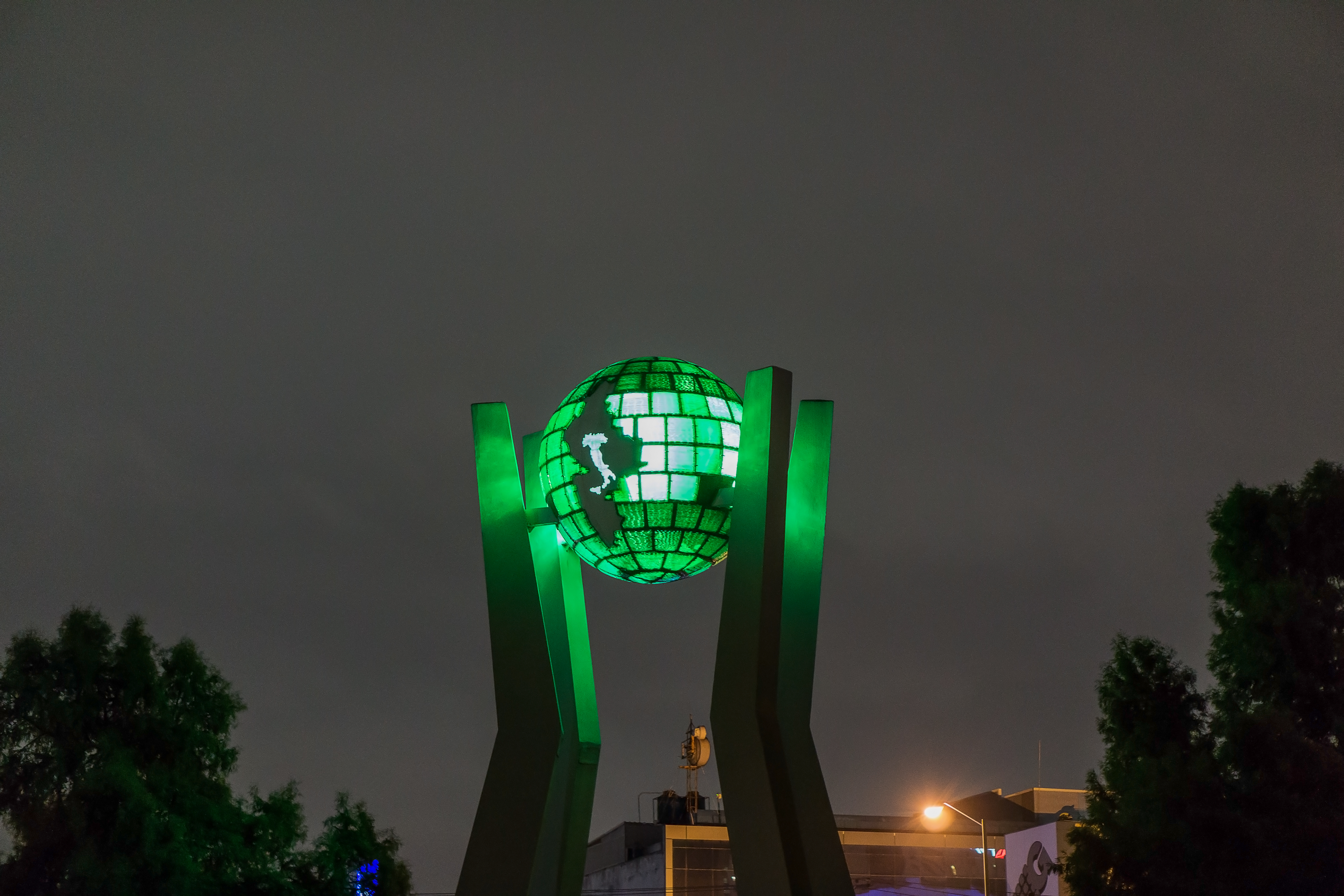
Monument in San Pedro Garza García comemoração da presença italiana em Nuevo León.

## Histórico
A imigração estado-unidense só começou em principio do século XIX, com a instauração da primeira república, depois do primeiro império de Agustín de Iturbide.